# Pavel Callta
Pavel Callta (* 12. února 1989, Česká Lípa) je český zpěvák, skladatel a textař. V červnu 2015 vydal své debutové album Momenty (platinová deska). V listopadu 2018 mu vyšlo jeho druhé autorské album Součást (platinová deska) souběžně se singlem Nezapomeň. V říjnu 2019 mu vyšla kniha s názvem Moje momenty u vydavatelství Albatros.

## Život
Pavel Callta se narodil 12. února 1989 v České Lípě, kde strávil 18 let svého života. Vystudoval střední školu se zaměřením na ekonomii a cizí jazyky a v září 2009 nastoupil na Konzervatoř Jaroslava Ježka, ze které po necelém roce odešel, jelikož souběžně studoval vysokou školu. S hudbou začal již v dětství. Ve svých deseti letech začal hrát na piano a na kytaru se naučil na táboře, kam jezdil od svých 4 let, jelikož jeho otec dělal hlavního vedoucího. Od patnácti let zpíval se swingovým orchestrem v České Lípě. Než nastoupil na vysokou školu, 9 let závodně plaval za své rodné město. V 18 letech, když doma nastaly rodinné problémy, odletěl do Egypta pracovat jako delegát a rok nato do Turecka jako průvodce a delegát.
Na podzim 2010 odletěl studovat jazyk do USA a hned po návratu do Belgie, kde studoval grafický design. Po ukončení vysoké školy založil a provozoval vodácký bar a camp U Dvou bráchů na břehu řeky Sázavy, kde vydělal na svůj debutový videoklip. Před začátkem hudební kariéry Pavel se svým mladším bratrem Danielem přišli o svou maminku. Z této události se Pavel vypisuje ve skladbách „Mami“ a „Chybíš“, které věnoval její památce.
Profesionálně se začal věnovat hudbě v roce 2012 s prvním singlem Ve Hvězdách. Do rádiového éteru se Pavel dostal se singlem „Terapeut“. V červnu 2015 vydal své autorské debutové album Momenty (platinová deska), jehož kmotrou byla Lucie Bílá. Získal nominaci na Objev roku – Český Slavík Mattoni 2015. Vyhrál Hudební ceny Evropy 2 jako zpěvák roku 2017. Pavel napsal další singly, jako jsou „Propojeni“, „Tak promiň“ nebo „Píšem si svůj sen“ (ft. Leoš Mareš). V listopadu 2018 vydal své druhé autorské album Součást (platinová deska) souběžně se singlem „Nezapomeň“ („Never forget“). V dubnu 2019 napsal za pouhých pár hodin duet s názvem „Nechat vítr vát“, který nazpíval s Martou Jandovou a stal se úvodní písní pro Avon pochod 2019. Tentýž rok vydal singl s názvem „Písnička“ (ft. Pokáč), který se stal jednou z nejstreamovanějších písní roku. Jeho první kniha s názvem Moje momenty vyšla v říjnu 2019 u vydavatelství Albatros. Jedná se o autentický deník, který si píše od 14 let dodnes. Křest alba Součást a jeho knihy proběhl 7. listopadu 2019 v zaplněném Foru Karlín, čímž se mu splnil jeho sen. O rok později 20. listopadu 2020 vydal své třetí autorské album Jiná, souběžně s baladou Ztrácím se. Na albu jsou dále skladby „Vzpomínky“, „Ať se stane cokoliv“, „Jiná“ nebo „Jako by byl náš poslední“.
V roce 2021 se objevil v seriálu Ulice. V březnu 2022 vzal svou kapelní dodávku a jel pomáhat uprchlíkům na útěku z válečné Ukrajiny. Pomohl okupované rodině z Chersonu.  12. února 2022 na své narozeniny vydal své 4. album Můžeš se mnou počítat. V červnu 2022 vydal rozchodový singl s názvem „Díky za to všechno“ po dlouholetém vztahu.
Na konci roku 2022 vydal, nově pod vydavatelstvím Universal Music, singl „Jsem do tebe blázen“, kde představil svou tvrdší polohu. Začátkem roku 2023 napsal skladbu s názvem „Andělé a démoni“ ve featu s raperem Refew. V květnu vydal singl s názvem „Skvělej den“, který natáčel v New Yorku. Na začátku roku 2024 vydal singl "Chybíš". V únoru 2024 začal rekonstruovat statek v Jižních Čechách a v červnu představil svůj "Statek Napořád". Na podzim 2024 natočil v Los Angeles v Hollywood Hills videoklip s názvem "Možná trochu žárlim", na kterém spolupracoval s hlavním choreografem Justina Timberlaka.

## Diskografie

### Studiová alba
- Momenty (2015)
- Součást (2018)[18]
- Jiná (2020)
- Můžeš se mnou počítat (2022)[10]

### Singly
- „Ve hvězdách“ (2012)
- „Naštěstí“ (2013)
- „Sny skutečné jsou“ (2013)
- „Zrzka“ (2014)
- „Mami“ (2014)
- „Terapeut“ (2015)
- „Propojeni“ (2015)
- „Song pro tebe“ (2015)
- „Pouto přátelství“ (2016)
- „Tak promiň“ (2016)
- „Píšem si svůj sen“ (ft. Leoš Mareš) (2017)
- „Endorfin“ (2017)
- „Nezapomeň“ (2019)
- „Doteky“ (2018)
- „Never forget“ (2018)
- „Nechat vítr vát“ (ft. Marta Jandová) (2019)
- „Nedotknutelní“ (2019)
- „Písnička“ (ft. Pokáč) (2019)
- „Vzpomínky“ (2019)
- „Ať se stane cokoliv“ (2019)
- „Jako by byl náš poslední“ (ft. Eva Burešová) (2020)
- „Jiná“ (2020)
- „Ztrácím se“ (2020)
- „Lásko“ (2021)
- „Můžeš se mnou počítat“ (2021)
- „Tvůj song vánoční“ (2021)
- „Život je jen tvůj“ (ft. Lucie Bílá) (2022)
- „Krásná“ (2022)
- „Díky za to všechno“ (2022)
- „Jsem do tebe blázen?“ (2022)
- „Andělé a démoni“ (ft. Refew) (2023)
- „Skvělej den“ (2023)
- „Vrásky z lásky" (2023)
- „Básně o nás dvou" (2023)
- „Chybíš" (2024)
- „Možná trochu žárlim" (2024)
- "Radost na dosah" (2024)